# فالون دافا

فالون نشان فالون دافا است که متشکل از علامت سواستیکا در وسط و چهار علامت دیگر مشابه از مدرسه بودا و نمادهای تایچی آبی، قرمز از مدارس دائوی بزرگ اولیه و علامت‌های تایچی سرخ، سیاه از مدرسه دائو

فالون‌دافا یا فالون‌گونگ (به چینی: 法轮功) یک جنبش مذهبی نوین است، که در آغازین دهه ۱۹۹۰ به وسیلهٔ «لی هونگ‌ جی» در چین، بنیان گذاشته شد. آموزه‌های فالون‌ دافا ریشه در تعالیم چین باستان دارد و شامل پنج سری تمرین ملایم، یعنی چهار تمرین ایستاده و یک تمرین مدیتیشن، به همراه اصولی‌ است که به گفتهٔ منابع فالون‌ دافا بر پایه‌ی سه اصل حقیقت، نیک‌خواهی و بردباری بنا نهاده شده‌ است. محتوای تعلیمات فالون‌دافا، در کتاب جوان‌فالون بیان گردیده‌‌ است. ترکیه‌ معنوی، بخش بسیار مهمی از فرهنگ باستانی چین است که تاثیر بسیاری در فالون‌گونگ گذاشته است. یکی از اهداف اصلی فالون‌گونگ، دسترسی به حالات ازخودگذشتگی، بینش و آگاهی بیشتر، خلوص درونی و تعادل از طریق تمرین مداوم و خالصانه است. این حالت در سنت آسیایی «روشن بینی» یا «کسب دائو» نامیده می‌شود. آموزش تمرین‌های فالون‌دافا برای عموم، رایگان است.
از آنجا که اشاعهٔ این روش بین سال‌های ۱۹۹۲ تا ۱۹۹۹ منجر به ارتقاء سطح سلامت مردم چین و کاهش فراوان هزینه‌های درمان شد، مورد حمایت دولت چین واقع شد. در طی این سال‌ها تعداد زیادی از مردم چین در پارک‌ها آزادانه تمرین‌های فالون‌گونگ را انجام می‌دادند. به تدریج تعداد تمرین‌کنندگان این روش رو به افزایش گذاشت و این امر موجب ترس حزب کمونیست چین شد.
حزب کمونیست چین در سال ۱۹۹۹ میلادی، این روش را غیرقانونی اعلام کرد و برای جلوگیری از نفوذ این روش در بین مردم اقداماتی را انجام داد.
از ۲۰ ژوئیه ۱۹۹۹، یعنی زمانی که حزب کمونیست چین شروع به شکنجه‌ سراسری داوطلبان تعلیمات فالون‌دافا در کشور چین کرده‌است، این روش مورد توجه مجمع های بین‌المللی واقع گردید و دولت‌ها، سازمان‌های حقوق بشر و محققان بسیاری، شکنجه و نقض حقوق بشر را در چین مورد بررسی قرار داده‌اند. دولت چین هم در برابر چنین اتهاماتی ایستادگی کرد. بر مبنای برخی ادعاها تاکنون میلیون‌ها نفر از تمرین‌ کنندگان فالون‌دافا، بر اثر شکنجه و آزار کشته شده‌اند.
سازمان عفو بین‌ الملل اعتقاد دارد که سخت‌ گیری‌ها در چین اهداف سیاسی داشته و نقض ابتدایی‌، حقوق بشر است.
نگرانی‌ها از بابت گزارش‌هایی از شکنجه و آزار زندانی‌ کردن‌‌های غیرقانونی در چین زیاد شده‌ است. کنگره‌ی آمریکا دولت چین را برای آزار و اذیت شهروندان پیرو فالون‌دافا در آمریکا محکوم کرد و با تصویب ۴۳۰ رای به دولت چین اعلام کرد شکنجه و آزار علیه تمرین‌ کنندگان فالون‌دافا در ایالات متحده را متوقف کند. همچنین جیانگ زمین، رئیس سابق حزب کمونیست چین بارها به خاطر اینکه عامل اصلی این شکنجه‌ ها شناخته می‌شود، در معرض اتهام قرار گرفته‌ است.

## پیدایش

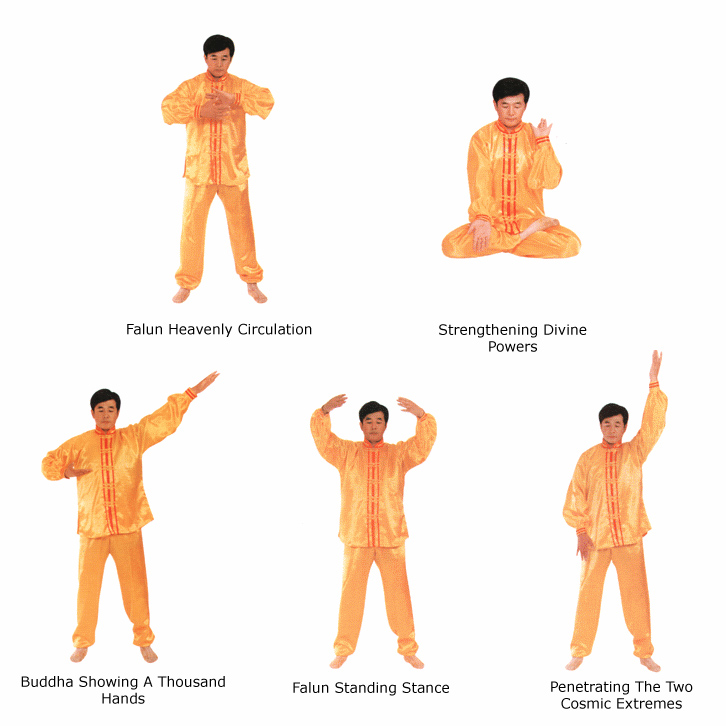
The five exercises of Falun Gong

برای اولین بار فالون دافا در سیزده‌ می ۱۹۹۲، به وسیله‌ی آقای لی ‌هنگ‌جی در شهر چانگ چون، به عموم معرفی شد. بر مبنای صحبت‌های وی، فالون دافا یک سیستم تزکیه بدن-ذهن است که در روزگاران پیشین فقط رهروان برگزیده به آن دست می‌یافتند و از آن به‌عنوان یک «متد تزکیه» سطح بالا نام برده که در گذشته نیاز به داشتن شین شینگ Xinxing (طبیعت یا سرشت ذهن، سرشت قلب، سیرت، ویژگی‌های اخلاقی) بسیار بالا و همچنین معنویت روحی بسیار والا داشت. در سال ۱۹۹۲ در نمایشگاه تندرستی شرق پکن، فالون دافا عنوان ستاره‌ مدرسه چی گونگ را گرفت و از لی هنگ‌جی به عنوان استاد نمونه‌ی چی گونگ قدردانی گردید. پس از آن، از سوی انجمن‌های محلی چی گونگ از لی هنگجی دعوت به عمل آمد و او با شرکت در سمینارهایی در شهرهای مختلف چین در مدت سه سال به آموزش تمرینات و آموزه‌های خود پرداخت. پس از آن فالون دافا به‌طور داوطلبانه انتشار پیدا کرد و از سال ۱۹۹۶ لی هنگ‌جی و پیروان او، این روش را به سایر کشورها معرفی کردند.

## بنیان‌گذار
بر مبنای منابع، لی هنگ‌جی بیش از ۴۰۰ تقدیرنامه دریافت کرده و البته، دو بار کاندیدای جایزه‌ی صلح نوبل نیز شده‌ است.
متأسفانه زندگی‌نامه‌ی دقیقی از وی در دسترس نیست. بر مبنای بیوگرافی لی هنگ‌جی «تمرین تزکیه» (Xulian) را در سنین خیلی کم از استادان بسیاری از مدارس بودا و تائو فرا گرفته‌است. این زندگی‌نامه می‌گوید که او به وسیلهٔ Quan Jue دهمین وارث راه بزرگ مدرسه بودا در سن چهار سالگی آموزش دید. سپس در سن هشت سالگی به وسیله‌ استاد تائوئیستی تعلیم دید. وی، در سن دوازده‌سالگی از استاد خود جدا شد و سپس به وسیله‌ی استادی از مدرسه راه بزرگ به وسیله ی تائویستی موسوم به تائویست حقیقی تعلیم دید که از کوه‌های چانگ بای (changbai) آمده بود.
گرچه دولت کمونیست چین سعی دارد، وی را به عنوان یک انسان عادی جلوه دهد و حتی نقاط منفی را در زندگی‌نامه‌ی او وارد کند.

## عقاید و تعالیم
به گفته لی هنگ‌جی، فالون دافا نوعی چی گونگ سطح بالا است. چی گونگ به روش‌های سنتی چینی گفته می‌شود که چی یا انرژی حیاتی را تزکیه می‌کنند که تنها در اواخر انقلاب فرهنگی همگانی گردید و اصولاً فقط در سطح مسائل مربوط به شفا و حفظ سلامتی کاربرد داشتند. لی هنگ‌جی در سخنرانی‌های خود اظهار کرده که چی گونگ یک روش تزکیه است.
تعالیم فالون دافا، تعالیمی هستند که در سنت چین به نام «فا»، "Fa" نامیده می‌شود. لی ذکر کرده‌است که روش تزکیهٔ او یک تزکیه واقعی برای بدن و ذهن است و بدن انسان در طی عمل تزکیه دستخوش تغییرات عظیمی می‌شود.
در تعالیم کتاب جوان فالون به‌طور مکرر از بین رفتن وابستگی‌های انسانی، تأکید بر تقوا و عدم مقابله به مثل در زندگی اجتماعی فرد، بیان شده‌است. این که انسان‌ها باید قلبی سرشار از نیک‌خواهی داشته باشند. وی در کتاب جوان فالون در مورد مسائلی از قبیل منشأ عالم هستی و منشأ نژاد انسانی نیز صحبت کرده‌است و اصول زندگی تزکیه کنندگان این روش بر اساس سه اصل «حقیقت»، «نیکخواهی» و «بردباری» است.
در سال‌های پس از ۱۹۹۹ آموزه‌های وی بیشتر حاوی اصلاح فای کائنات که به اختصار آن را «fa rectification» با ترجمهٔ فارسی «اصلاح فا» می‌نامند و همچنین شماتت حزب کمونیست چین، بابت آزار پیروانش می‌باشد.

## شکنجه سرتاسری فالون دافا (فالون گونگ) در چین

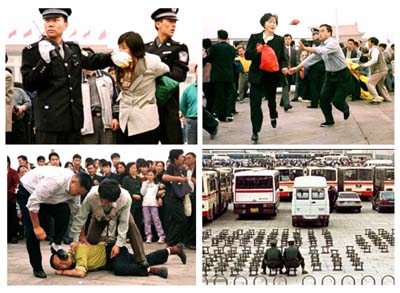
Arrest of Falung Gong Practitioners in China

در عصر روز نوزدهم ژوئیه ۱۹۹۹، کنفرانسی توسط مقامات بلندپایهٔ حزب کمونیست چین به ریاست جیانگ زمین تشکیل شد. او با سوء استفاده از قدرت سیاسی‌اش، شخصاً به افکار اعضاء جهت داد و تصمیم به سرکوب و مبارزهٔ همه‌جانبه علیه فالون گونگ گرفت. او فالون گونگ را به نام دولت چین، ممنوع اعلام کرد.
در برنامه‌ریزی استراتژی سرکوب، سه سیاست به کار برده شد: ”خدشه دار کردن آبرو و اعتبار [تمرین کنندگان فالون گونگ]، سوق دادن [آنها] به سمت ورشکستگی مالی و آسیب رسانی فیزیکی [به آنها]“. متعاقب آن مبارزه‌ها، سرکوب سازی با تمام قدرت آغاز گردید.
شکنجه‌های وحشیانهٔ انجام گرفته بر روی تمرین کنندگان فالون گونگ بسیار متنوع هستند. کتک زدن، شلاق زدن، شکنجه با شوک الکتریکی، قرار دادن شخص در سرمای شدید در حد یخ زدن، بستن با طناب، دستبند و پا بند زدن برای مدت طولانی، سوزاندن با شعله آتش، آتش سیگار و آهن داغ، دستبند زدن و آویزان کردن، اجبار به ایستادن یا زانو زدن برای مدت طولانی، کتک زدن با چوب نی یا کابل، سوء استفادهٔ جنسی و تجاوز به عنف، تنها بخشی از این شکنجه‌های وحشتناک را تشکیل می‌دهد. در اکتبر ۲۰۰۰ زندان بانان زندان ماسانجییا (Masanjia) هجده زن تمرین‌کننده ی فالون گونگ را مجبور به درآوردن البسه خود به‌طور کامل کرده و آن‌ها را به درون سلول‌های زندان مردها انداختند تا به آن‌ها تجاوز کنند. تمامی این جرایم، به‌طور کامل ثبت گردیده و لیست‌های بی شماری را تشکیل داده‌اند.

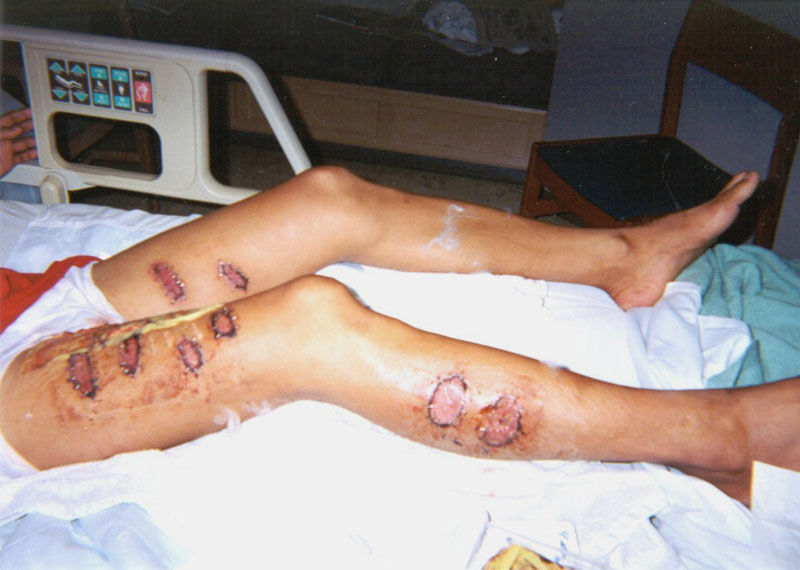
Falun Gong practitioner Tang Yongjie was allegedly tortured by prison guards, who applied hot rods to his legs, in an attempt to force him to recant his beliefs.

یکی از نمونه‌های این شکنجه‌ها که اخیراً نیز در برخی از رسانه‌ها بازتاب پیدا کرد، بدین صورت است که اعضای بدن تمرین کنندگانی که در اردوگاه‌های کار اجباری زندانی شده‌اند اعم از کلیه، جگر و قرنیه چشم درحالی که زندانی زنده است از بدن آن‌ها جدا گردیده به بیمارستان‌های مختلف در تایلند و بقیه نقاط جهان، فروخته می‌شوند. بقایای اجساد نیز به درون کوره‌های زباله سوز ریخته شده و سوزانده می‌شوند. از آنجا که روند کار در اردوگاه بسیار فجیع و وحشیانه است، اکثر پرسنل کادر پزشکی به‌کار گرفته شده در آن دچار ضایعات و اختلالات شدید روحی و روانی هستند. برخی از آنان دست به خودکشی زده‌اند. هیچ‌کسی نمی‌داند چند اردوگاه مرگ این چنینی در چین وجود دارد.

## تحقیقات انجام شده در زمینه حفظ سلامتی
طبق آمار به دست آمده، مزایای سلامتی در فالون گونگ قابل توجه بوده‌است. از جمله بررسی‌ها در داخل چین که توسط انجمن سلامت چین با حمایت دولت و به درخواست کمیسیون ملی ورزش چین بر روی مزایای سلامتی انجام شده بود، پیش از شروع آزار و شکنجه و ممنوع شدن این روش، بیش از ۹۹٫۸ درصد از افراد سلامتی و بهبودی بیماری را پس از شروع به تمرین اعلام کردند. از دیگر موارد مطرح شده، ارتقا سطح کیفیت معنوی زندگی و ایجاد هماهنگی در خانواده بوده‌است. 
کتاب «زندگی و آرزو» تجارب صدها تمرین‌کننده فالون‌گونگ در مورد قدرت شفا دهی بیماری این روش را از سرزمین چین و سراسر دنیا ارائه کرده‌است. بخش مختصری از این کتاب، به فارسی ترجمه شده‌است. بیماری‌های درمان شده شامل انواع مختلف بیماری‌ها از جمله سرطان‌های پیشرفته و تومور مغزی تا درد مفاصل و استخوان و رماتیسم می‌شود.
تمرین کنندگان این روش، بیماری دیگران را درمان نمی‌کنند؛ بلکه هر شخص با انجام تمرین‌ها و پایبندی به اصول حقیقت نیکخواهی و بردباری در فالون دافا، رهایی از بیماری را تجربه می‌کند.

## تعداد تمرین کنندگان فالون دافا
شمار دقیق تمرین کنندگان فالون دافا، به‌طور دقیق مشخص نیست، زیرا هیچ گونه نام‌نویسی یا عضویتی در فالون دافا وجود ندارد. روزنامه نیویورک تایمز (New York Times) چاپ ۲۷ آوریل ۱۹۹۹ به نقل از دولت چین، تعداد تمرین کنندگان آن را هفتاد میلیون نفر اعلام کرده بود. بر مبنای وب گاه فالون دافا تعدادشان در حال حاضر رقمی بالای ۱۰۰ میلیون نفر می‌باشد. روز ۱۳ می، روز جهانی فالون گونگ است.

## آموزه‌های فالون گونگ
فالون‌گونگ، فرد را قادر می‌سازد تا با کمک تمرین‌ها به درجهٔ بالایی از سطوح ارتقای روحی و معنوی و جسمی صعود کنند. اصول این روش شامل حقیقت، نیکخواهی و بردباری است. این اصول در کنار یکدیگر، اصول کیهان در نظر گرفته می‌شود که فرد در این روش، سعی می‌کند تا خود را با این اصول منطبق کند. با در نظر گرفتن این اصول می‌توان خوبی را از بدی و نیکی را از پلیدی تشخیص داد. ارزش نهادن به اصول اخلاقی و به اصول انسانی و تقوا، از آموزه‌های فالون دافا است.
در فالون گونگ انجام تمرین‌ها و تأکید در بالا بردن ارزش اخلاقی در فرد (شین شینگ) شامل افکار و کردار فرد، آموزش داده شده‌است. بردباری، تحمل سختی‌ها با قلبی بخشنده و نیک خواه از دیگر موارد تأکید شده در رعایت شین شینگ فرد است. از دیگر موارد رها شدن از تمناها و افکار بد، شهوت، کشتن، حسادت، خودنمایی، رقابت و دیگر موارد است. فالون گونگ کمک می‌کند که فرد، پیوسته و قدم به قدم پیشرفت کند.

## جدا کردن و فروختن اعضای بدن تمرین کنندگان فالون دافا
با تحقیقات صورت گرفته توسط محققان حقوق بشر و وکلای حقوق بشر از جمله دیوید ماتاس و دیوید کیلگور، اثبات شده‌است که تعداد زیادی از تمرین کنندگان فالون دافا به منظور برداشتن اعضای بدنشان برای فروش توسط حزب کمونیست چین، به قتل رسیده‌اند. این امر اولین بار، در سال ۲۰۰۶ به خارج از مرزهای چین نفوذ کرد. تحقیقات ماتاس و کیلگور نشان می‌دهد که در چین می‌توان در کمتر از دو هفته اعضای بدن دریافت کرد که شامل قلب، کبد، کلیه، قرنیه و شش می‌شود. این، در حالی است که در کشورهای دیگر از جمله کانادا. بیش از دو سال زمان لازم است تا عضو مورد نظر که با بدن بیمار تطابق داشته باشد، یافت‌شود.
همچنین، آمار فروش اعضای بدن در چین نشان می‌دهد که از زمان ممنوعیت تمرین فالون گونگ و از زمان شروع آزار و شکنجه توسط حزب کمونیست چین در سال ۱۹۹۹ در چین، تعداد آمار فروش اعضای بدن در چین، به طرز عجیبی افزایش‌یافت.
کتاب «محصول خونین» که توسط دیوید ماتاس و دیوید کیلگور وکلای حقوق بشر کانادایی نوشته شده‌است، اطلاعات دقیقی از برداشتن اعضای بدن ارائه می‌دهد. کتاب «قلب من فروشی نیست» نیز در زمینه برداشتن اعضای بدن در سال ۱۳۹۱ در ایران منتشر شد.
ا
تان گاتمن، متخصص در امور چین نیز در کتاب خود با نام «قتل‌عام» بیش از ۵۲ مورد از موارد شکنجه و آزار تمرین کنندگان فالون گونگ را با جزئیات ذکر کرده‌است. برخی از موارد، توسط اعضای خانواده افرادی که به قتل رسیدند در خارج از مرزهای چین بیان شده‌است و تعدادی نیز توسط خود افراد پس از آن که موفق به فرار از چین شده‌اند، بیان شده‌است. در بسیاری از موارد نیز، تمرین کنندگانی را که حاضر به دست کشیدن از عقاید خود نبودند، مجبور به کار در اردوگاه کار اجباری در چین کرده و به صورت دوره ای آزمایش‌های مختلفی روی آن‌ها انجام می‌شد تا در صورت یافتن فرد متقاضی، از اعضای بدن وی استفاده کنند.
بر اساس آمار به دست آمده، بیش از ۶۴ هزار تمرین کنندهٔ فالون‌گونگ برای فروش اعضای بدنشان در چین به قتل رسیده‌اند. تحقیقات نشان می‌دهد که برداشت اعضای بدن در سال‌های اخیر شامل مسلمانان اویغور و تبتی‌ها نیز می‌شود که حزب کمونیست همیشه قصد سرکوب آن‌ها را داشته‌است؛ اما بخش اعظم اعضای بدن را تمرین کنندگان فالون گونگ تشکیل می‌دهند.

## اعتقاد به موجودات فضایی
در فالون گونگ از وجود بعدهای مختلف و زمان و مکان‌های متفاوت و وجود موجودات فضایی که قادرند در بین بعدها سفر کنند، گفته شده‌است؛ و این امر که مفهوم زمان و مکان در بعدهای مختلف متفاوت است و از آن جا که دانش آن‌ها در سطح بالاتری از نوع بشر قرار دارند، قادرند به راحتی در میان بعدها سفر کنند. لی هنگجی در کتاب خود به نام جوان فالون، درباره ی تفاوت زمان و مکان‌های مختلف و بعدهای مختلف و وجود بشقاب پرنده‌ها که از سیارات دیگر می‌آیند و می‌توانند بین بعدها سفر کنند، صحبت می‌کنند. وی در سخنرانی دوم خود در کتاب جوان فالون که به فارسی نیز ترجمه شده‌است چنین می‌گوید:
.
لی هنگجی در نوشته‌های اخیر خود به صورت صریح دربارهٔ این موضوع صحبت می‌کند که چگونه موجودات فضایی که از سیارات دیگر آمده‌اند، بر فناوری و فرهنگ انسان‌ها تأثیر می‌گذارند تا نقشه ی خود را برای جایگزین شدن با نژاد انسان‌ها، عملی نمایند. او در مقاله ای که در نسخه اینترنتی Time Asia در تاریخ ۱۰ می ۱۹۹۹ منتشر شده‌است چنین می‌نویسد:
| « | همان‌طور که می‌دانید علم جدید برای انسان توسط موجودات فضایی آورده شده‌است. آن‌ها زمانی آمدند که انقلاب صنعتی در غرب شروع شد. آن‌ها با ریاضیات و شیمی شروع کردند - از دانش سطحی و اولیه زمان‌های پیشین شروع کردند - و به درون ماشین‌های مدرن رخنه کردند و عاقبت به کامپیوترهای امروزی توسعه یافتند. همان‌طور که توسعه بیشتر ادامه می‌یابد هدف نهایی شان گرفتن جای انسان‌ها خواهد بود. تعویض چگونه صورت می‌گیرد؟ همان‌طور که گفتم، در بدن انسان‌های امروزی تقریباً همه یک لایه از بدنی را دارند که توسط موجودات فضایی به وجود آمده‌است. چرا این را می‌گویم؟ زیرا تمام علمی که آن‌ها در شما القا کرده‌اند در ذهن شما یک شیوهٔ منحرف شده بشری را ایجاد کرده‌اند. انسانی شبیه این هرگز در هیچ‌کدام از تمدن‌های قبلی بشری وجود نداشته‌است. وقتی ذهن شبیه آن است، بدن هم به همان شکل است. همان‌طور که می‌دانید هر سلول در بدن شما، شما است و مغز شما به مغز هر کدام از سلول‌های شما مرتبط است. در این حالت، روند فکری درون سلول‌های بی شمار در بدن شما همگی افکار منحرف شده انسان‌ها هستند و تمامی بدن شبیه آن شده‌است. این مصادف با این می‌شود که چرا خدایان دیگر انسان را به عنوان انسان در نظر نمی‌گیرند. وقتی که انسان دیگر انسان نیست، فایده این که خدایان آن را نجات دهند چیست؟ | » |

هنگامی که مصاحبه‌کننده ای از نشریه تایم از او در مورد این موجودات سؤال می‌کند، لی هنگجی پاسخ می‌دهد که آن‌ها به نوعی شبیه انسان‌ها هستند، اما بینی‌هایی دارند که «از استخوان ساخته شده‌است». او برای پشتیبانی از ادعایش، به مصاحبه‌کننده می‌گوید که دانشمندان آمریکایی در حال حاضر چند موجود فضایی را شناسایی کرده‌اند.
دکتر بنجامین پنی در کتاب خود عنوان می‌کند که عقاید لی هنگجی در مورد موجودات فضایی، به‌طور واضحی بین سالهای ۱۹۹۵ (که هنوز در چین اقامت داشت) و ۱۹۹۹ (که برای دو سال در آمریکا ساکن بود) تغییر کرده‌است. در سخنرانی‌های ابتدایی، لی هنگجی موجودات فضایی را به عنوان هدایت کنندگان سفینه‌های فضایی معرفی می‌کند که قادرند در سراسر کیهان و در میان ابعاد مختلف سفر کنند. این در حالی است که پنی معتقد است که گفته‌های او پس از سال ۱۹۹۹ شامل مواردی مانند تلاش موجودات فضایی برای جایگزین کردن نژاد انسان‌ها و تبانی آنان با برخی دولت‌ها نیز، می‌شود. با توجه به همزمانی شروع این تغییرات با پخش دوبله ی چینی مجموعه تلویزیونی پرونده‌های اکس و مشابهت بیانات لی هنگجی با محتوای این مجموعه تلویزیونی، آقای بنجامین پنی این احتمال را مطرح می‌سازد که دیدگاه‌های لی هنگجی تحت تأثیر تماشای این برنامه قرار گرفته باشد. همچنین، این احتمال را بیان می‌کند که ایشان در زمان اقامت در آمریکا، با چنین مباحثی آشنا تر شده باشند.

## نماد فالون دافا
نماد فالون‌دافا، فالون یا چرخ قانون است. این نماد مینیاتوری از جهان است. نماد وسط که سواستیکا یا سریواتسا نام دارد، در ۲۵۰۰ سال پیش در بسیاری از مکان‌های دنیا از جمله هند، ایران و یونان شناخته شد. این نماد هیچ گونه مفهوم طبقاتی را در برندارد. سواستیکا در هند، نمادی از خوشبختی در نظر گرفته می‌شود.
این نماد در آیین ایرانی مهرپرستی با قدمت بیش از سه هزار سال گردونه خورشید یا میترا نامیده می‌شد.